# 1662 w sztukach plastycznych

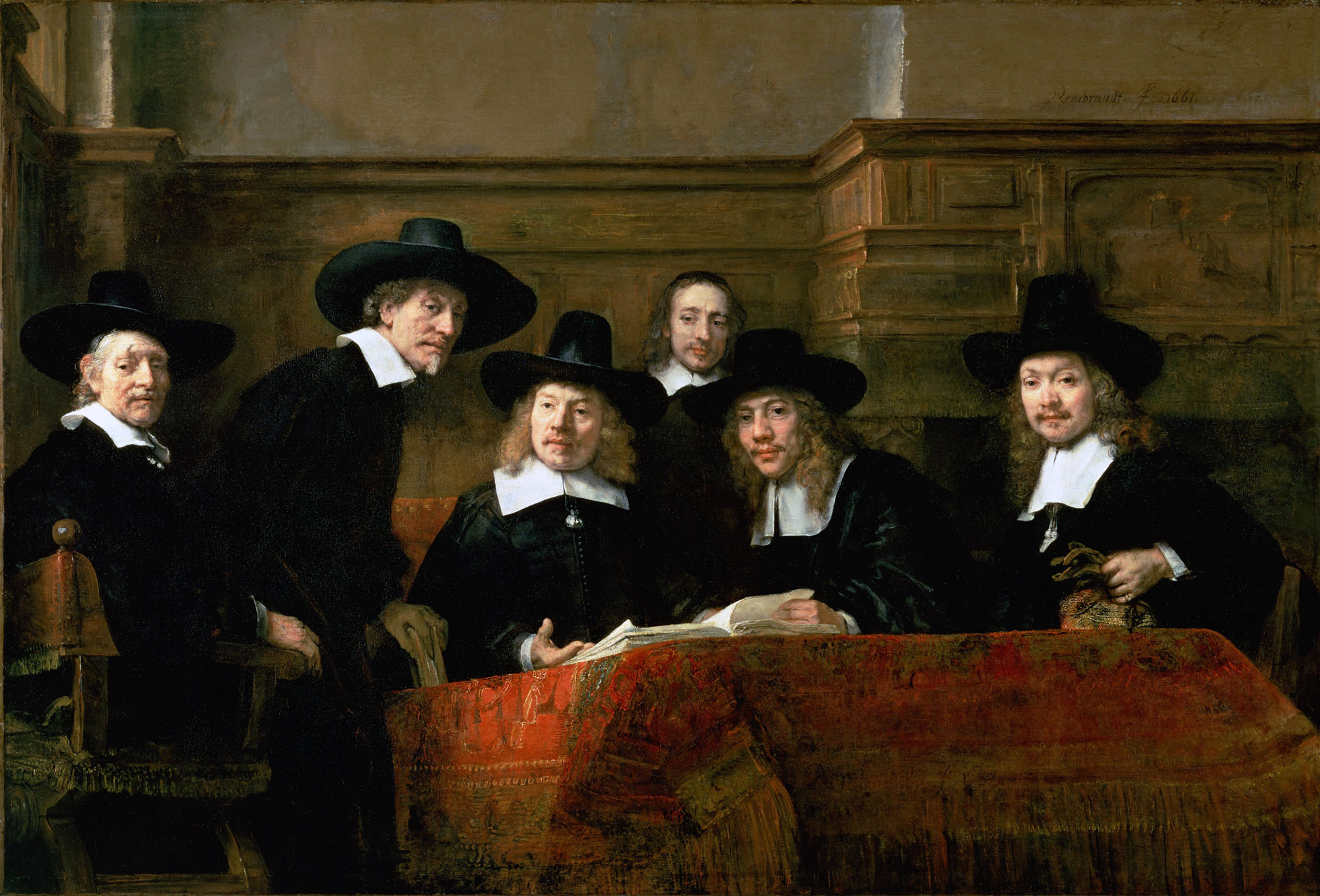
Rembrandt – Syndycy cechu sukienników

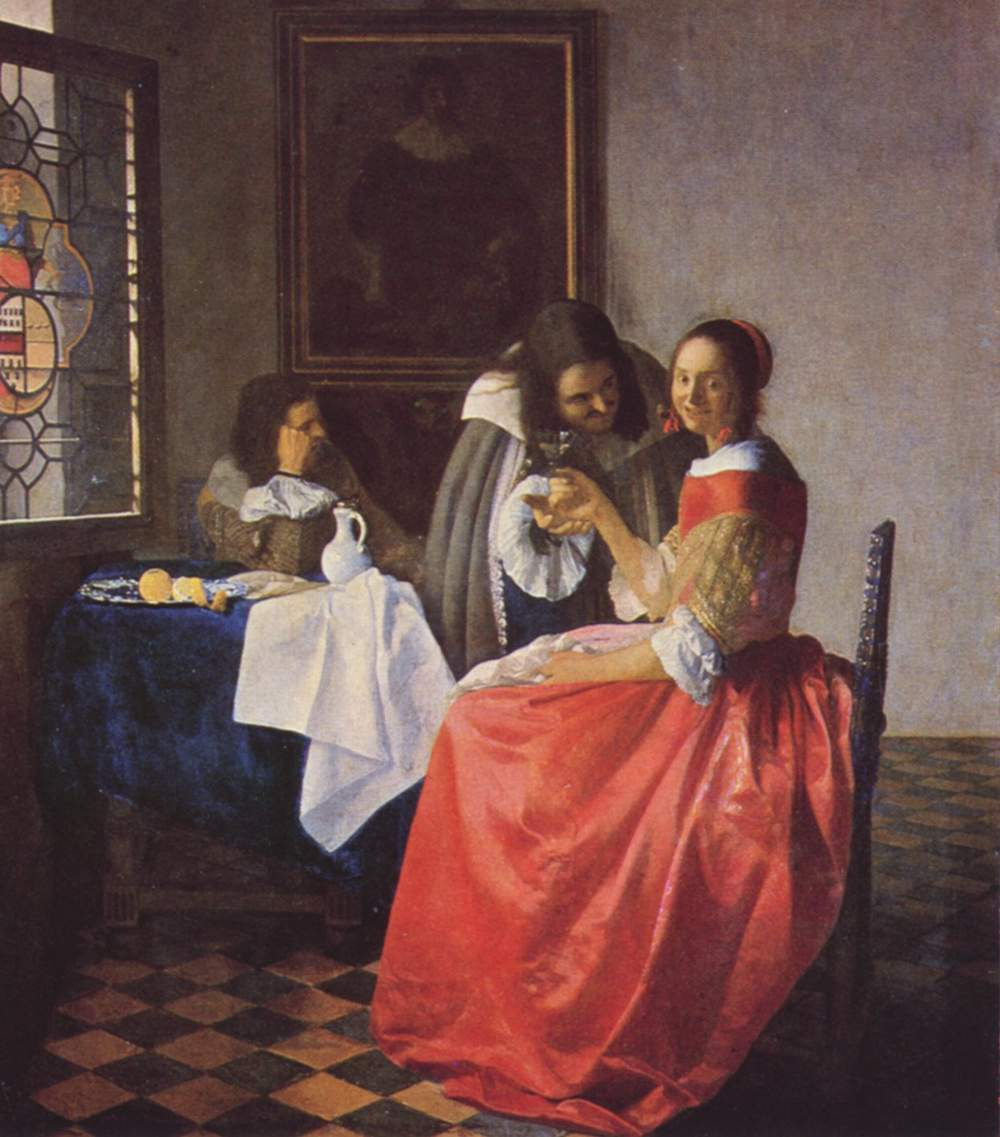
Vermeer – Dama i dwóch panów

Wydarzenia w sztukach plastycznych i wizualnych w 1662 roku.

## Malarstwo
- Philippe de Champaigne

Ex-Voto de 1662 – olej na płótnie, 165×229 cm
- Caspar Netscher

Koronczarka – olej na płótnie, 33×27 cm
- Rembrandt

Syndycy cechu sukienników – olej na płótnie, 191,5×279 cm
Sprzysiężenie Claudiusa Civilisa (1661–1662) – olej na płótnie, 196×309 cm
- Jan Vermeer

Dama i dwóch panów (1659–1662) – olej na płótnie, 77,5×66,7 cm
Kobieta z dzbanem (1662–1665) – olej na płótnie, 45,7×40,6 cm
Lekcja muzyki (1662–1665; 1662–1664 [Wheelock 2007]) – olej na płótnie, 73,5 x 64,2 cm

## Urodzili się
- 9 lutego – Paolo De Matteis, włoski malarz pracujący dla hiszpańskiego wicekróla Neapolu (zm. 1728)
- 12 maja (ochrzczony) – Jan Frans van Bloemen, malarz flamandzki (zm. 1749)

## Zmarli
- 30 czerwca (pochowany) – Johannes Cornelisz Verspronck, holenderski portrecista (ur. 1600-1603)
- 10 lipca (pochowany) – Jan Jansz. van de Velde, malarz holenderski (ur. 1620)
- 21 września - Adriaan van Stalbemt, malarz flamandzki (ur. 1580)
- 12 listopada - Adriaen van de Venne, malarz holenderski (ur. 1589)